# John Tomac
John Tomac (Owosso, 3 novembre 1967) è un ex ciclista su strada e mountain biker statunitense, la cui carriera è durata venti anni. È stato uno degli atleti più completi che abbiano mai corso in mountain bike, avendo vinto i massimi titoli nazionali e mondiali sia nel Cross Country che nel Downhill. 
Nel 1991 è stato introdotto nella Mountain Bike Hall of Fame.

## Carriera

### Gli inizi
Tomac partecipò alla prima gara in bicicletta all'età di 7 anni ed iniziò a correre in BMX nel 1975. Nel 1984 a 16 anni vinse il titolo nazionale nella classe Cruiser per il team Moongoose e l'anno successivo passò professionista.

### Mountain bike
Nel 1986 abbandonò la BMX e si trasferì in California per iniziare la carriera nel mountain biking, continuando a correre per la Mongoose con cui ottenne, nell'autunno dello stesso anno, le sue due prime vittorie: la "Ross Fat Tire Stage Race" in Massachusetts e la "Supercross Mountain Bike Exhibition" corsa nel Los Angeles Memorial Coliseum. L'anno successivo, la Mongoose mise sul mercato un modello di bicicletta firmata "Tomac Signature Edition", che rifletteva la crescita professionale della società nel settore. Tomac ottenne poche vittorie importanti nel 1987, tra cui una seconda vittoria della "Fat Tire Stage Race" e tre tappe del circuito nazionale di cross country (National XC Series).
Il 1988 vide Tomac diventare campione nazionale. Ottenendo il maggior numero di punti nei campionati di cross-country, downhill e dual slalom della National Off-Road Bicycle Association (NORBA), si aggiudicò il titolo NORBA World Champion. Inoltre, si classificò al primo posto sia nel Cross-country sia nel Dual Slalom. "World" era comunque un nome improprio, visto che i campionati gestiti dalla NORBA erano disputati solo negli Stati Uniti. Il primo vero Campionati del Mondo di Cross country e Downhill, organizzati dalla Union cycliste internationale, furono disputati a Durango, Colorado, nel 1990. I risultati ottenuti e la rapida ascesa nelle discipline della MTB, gli valsero la nomina, da parte del magazine statunitense Velo News come miglior corridore completo del 1988.
Tomac rivinse il titolo NORBA nel 1989, aggiudicandosi anche il campionato di Downhill di quella edizione. In quella stagione iniziò a gareggiare anche in Europa, conquistando il titolo europeo e tedesco nel cross country. Nel 1990, passò alla Yeti Cycles, squadra di MTB, e nella 7-Eleven, squadra di ciclismo su strada, iniziando un dispendioso programma di eventi in Europa e Stati Uniti. Per facilitare la sua carriera su strada, Tomac si trasferì in Belgio, continuando a spostarsi tra i due continenti per prendere parte alle principali gare di entrambe le discipline. anche se non riuscì ad aggiudicarsi alcuno nei tre campionati NORBA, vinse per la terza volta consecutiva il titolo combinato NORBA.
Il 1991 lo vide cambiare di nuovo squadra, con il passaggio dalla Yeti e dalla 7-11 alla Motorola. La dura stagione nel mountain biking culminò nei mondiali ad Il Ciocco, in Italia, dove conquistò la medaglia d'oro nel cross country e l'argento nel downhill. Inoltre, vinse due tappe ed il titolo finale della coppa del mondo di cross country. A questi titoli mondiali, aggiunse un secondo titolo NORBA nel Downhill dopo quello del 1989. L'anno seguente, terminò quinto nei mondiali di DH disputati a Bromont, Canada, mentre termina al secondo posto dietro lo svizzero Thomas Frischknecht nella coppa del mondo di XC, in cui vinse ancora due tappe. Un incidente durante la tappa finale disputata a Mount Snow, Vermont, in cui Tomac si scontrò con uno spettatore, gli impedì di ottenere i punti necessari a superare il suo rivale e conquistare il titolo.
Nel 1993, fu secondo dietro il tedesco Jürgen Beneke nell'edizione inaugurale della Coppa del mondo di DH e perse ancora il titolo nel cross country dallo svizzero Frischknecht. Questa fu anche l'ultima stagione in cui Tomac terminò tra i primi tre delle classifiche della Coppa del mondo, anche se continuò ad ottenere importanti risultati nel campionato del mondo. Nel 1997, cinque anni dopo la sua ultima medaglia mondiale, terminò secondo nel downhill a Château-d'Oex in Svizzera.
Tra il 1994 ed il 1997, Tomac vinse tre titoli NORBA, due nel DH ed uno in XC, come altri eventi quali la Sea Otter Classic e la Cactus Cup. Annunciò ufficialmente il suo ritir dalle gare alla Sea Otter Classic del 2000, ma successivamente tornò alle corse. Nel 2004, all'età di 37 anni, vinse la Kamikaze Downhill disputata a Mammoth Mountain, California, ripetendosi anche l'anno successivo.

### Ciclismo su strada
Dal 1988 al 1991, fu impegnato sia nel mountain biking sia nel ciclismo su strada. Nel 1988 fu USCF National Criterium Champion e fu parte della squadra vincitrice dell'USCF National Team Time Trial Championship nel 1989. Tomac trascorse la maggior parte del 1990 partecipando a gare europee con la Motorola, tra cui Giro delle Fiandre, Giro d'Italia e Paris-Roubaix. Alla fine del 1991, smise di partecipare alle gare su strada, focalizzandosi esclusivamente sulla carriera nel mountain biking.

### Tomac Bicycles
Nel gennaio del 1998, John Tomac insieme al fondatore della Manitou Doug Bradbury, creò la Tomac Bicycles e lanciò una serie di tre sospensioni per biciclette. Il marchio venn in seguito acquistato dall'American Bicycle Group, che lo girò a sua volta a Joel Smith, formalmente un manager della Answer Products, nel giugno del 2006. Spostò la compagnia nel Nebraska e programmò il rilancio del marchio Tomac con nuovi modelli per il 2007. Tomac e Bradbury rimasero attivamente coinvolti nella compagnia e nel disegno dei nuovi prodotti.
Nell'aprile del 2007, il marchio Tomac presentò sul mercato due nuove sospensioni alla Sea Otter Classic.

## Palmarès

### Mountain bike
- 1988

Campionati statunitensi, Cross country
Campionati statunitensi, Dual slalom
- 1989

Campionati statunitensi, Downhill
- 1991

Campionati statunitensi di mountain bike|Campionati statunitensi, Downhill
Campionati del mondo, Cross Country
2ª prova Coppa del mondo, Cross Country (Manosque)
9ª prova Coppa del mondo, Cross Country (Berlino)
Classifica finale Coppa del mondo, Cross Country
- 1992

1ª prova Coppa del mondo, Cross Country (Houffalize)
4ª prova Coppa del mondo, Cross Country (Klosters)
- 1993

3ª prova Coppa del mondo, Downhill (Mont-Sainte-Anne)
- 1994

Campionati statunitensi, Downhill
1ª prova Coppa del mondo, Cross Country (Madrid)
- 1996

Campionati statunitensi, Cross country
6ª prova Coppa del mondo, Downhill (Hawaii)
- 1997

Campionati statunitensi, Downhill
6ª prova Coppa del mondo, Downhill (Kaprun)

### BMX
- 1984

Campionati statunitensi, Cruiser

### Ciclismo su strada
- 1988

Campionati statunitensi, Criterium
- 1989

Campionati statunitensi, Cronometro a squadre

## Piazzamenti

### Classiche
- Giro delle Fiandre

1990: 99º
- Parigi-Roubaix

1990: 92º

### Competizioni mondiali
- Campionati del mondo

Il Ciocco 1991 - Cross country: vincitore
Il Ciocco 1991 - Downhill: 2º
Bromont 1992 - Downhill: 5º
Château-d'Œx 1997 - Downhill: 2º